# Stefaniola orta
Stefaniola orta är en tvåvingeart som beskrevs av Möhn 1971. Stefaniola orta ingår i släktet Stefaniola och familjen gallmyggor.
Artens utbredningsområde är Afghanistan. Inga underarter finns listade i Catalogue of Life.